# Faking Hitler
Faking Hitler ist eine deutsche Miniserie, die am 30. November 2021 auf RTL+ veröffentlicht wurde. Sie zeigt die teilweise fiktiven Ereignisse um die Veröffentlichung der gefälschten Hitler-Tagebücher zu Beginn der 1980er-Jahre. Der Titel Faking Hitler wurde als Anspielung auf das Buch Selling Hitler (1983) von Robert Harris und die gleichnamige Serie gedeutet.

## Handlung
Am 25. April 1983 veröffentlicht das deutsche Magazin Stern eine Sensation: die privaten Tagebücher von Adolf Hitler. Nur wenige Tage später stellen sie sich als Fälschung heraus.

## Hintergrund
Die Miniserie wurde vom 7. April 2021 bis zum 29. Mai 2021 in Hamburg und Nordrhein-Westfalen gedreht. Sie wurde inspiriert vom gleichnamigen Podcast, den der stern 2018 mit Malte Herwig und Isa von Heyl produzierte, nachdem in den Archiven der Zeitschrift Originalaufnahmen von Telefongesprächen zwischen Heidemann und Kujau gefunden worden waren. Am 23. Oktober 2021 fand die Premiere im Kölner Filmpalast im Rahmen des Film Festival Cologne statt.

## Rezeption

### Kritiken
„»Faking Hitler« ist keine durchgeknallte Groteske wie »Schtonk!«. Helmut Dietls Film ist, wie man beim Wiederansehen feststellen kann, gerade wegen seines Haudrauf-Humors nicht besonders gut gealtert. Wosch erzählt nun einen fast konventionellen Krimi mit viel Achtzigerjahre-Zeitkolorit. In dem steuern die beiden Hochstaplerbegabungen Kujau und Heidemann mit heiterer Zwangsläufigkeit aufeinander zu. Bleibtreus Kujau ist ein nahezu ehrbarer Gauner.“

### Auszeichnungen
Beim Wettbewerb Deutscher Fernsehpreis wurde die Serie 2022 als „Beste Drama-Serie“ ausgezeichnet und der Hauptdarsteller Moritz Bleibtreu als bester Schauspieler. Helmut Zerlett und Robert Matt waren für die Musik zur Serie in der Kategorie Beste Musik Fiktion nominiert.
Beim Venice TV Award 2022 wurde Faking Hitler als beste Serie nominiert.